# Rita e Cristina Parodi
Rita e Cristina Parodi (Sassari, 3 marzo 1829 – Parigi, 23 novembre 1829) sono state due gemelle siamesi, con i corpi uniti all'altezza del torace. La parte superiore del corpo era doppia ma si riuniva in un unico tronco poco sotto lo sterno, avevano quattro braccia della stessa dimensione, e un unico paio di gambe.
Le due gemelle furono oggetto di importanti questioni di carattere etico: un quotidiano dell'epoca, che riportava il caso delle due sorelle, si chiedeva se avessero una o due anime, visto che il viso di Rita era sempre triste e malinconico mentre quello di Cristina, che era più robusta, era sempre allegro e felice.

## Biografia
Rita e Cristina provenivano da una famiglia molto povera; i genitori, Maria Teresa e Giambattista Parodi, nonostante gli impedimenti delle autorità, riuscirono a trasferirsi a Parigi per esporle in vari circhi come "fenomeni da baraccone", per guadagnare qualche soldo e per poterle curare.
Per racimolare qualche soldo, i genitori facevano vedere le gemelline clandestinamente ai curiosi. Ma non bastava per andare avanti: Rita, la più debole, si ammalò di bronchite e il 23 novembre 1829, in preda alle convulsioni, smise di respirare. Qualche secondo dopo Cristina, che non presentava nessun sintomo, fece la stessa triste fine.
Le gemelle morirono dopo appena otto mesi di vita. L'autopsia effettuata sui loro corpi stabilì che avevano due cuori e due sistemi digerenti indipendenti.
Lo scheletro è conservato a Parigi, presso il museo nazionale di storia naturale di Francia.